# Weintrauboa contortipes
Weintrauboa contortipes är en spindelart som först beskrevs av Karsch 1881.  Weintrauboa contortipes ingår i släktet Weintrauboa och familjen Pimoidae. Inga underarter finns listade i Catalogue of Life.